# Anton Mauve

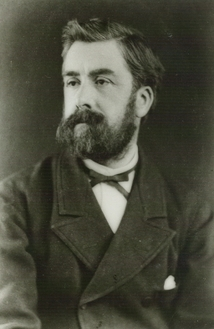
Anton Mauve

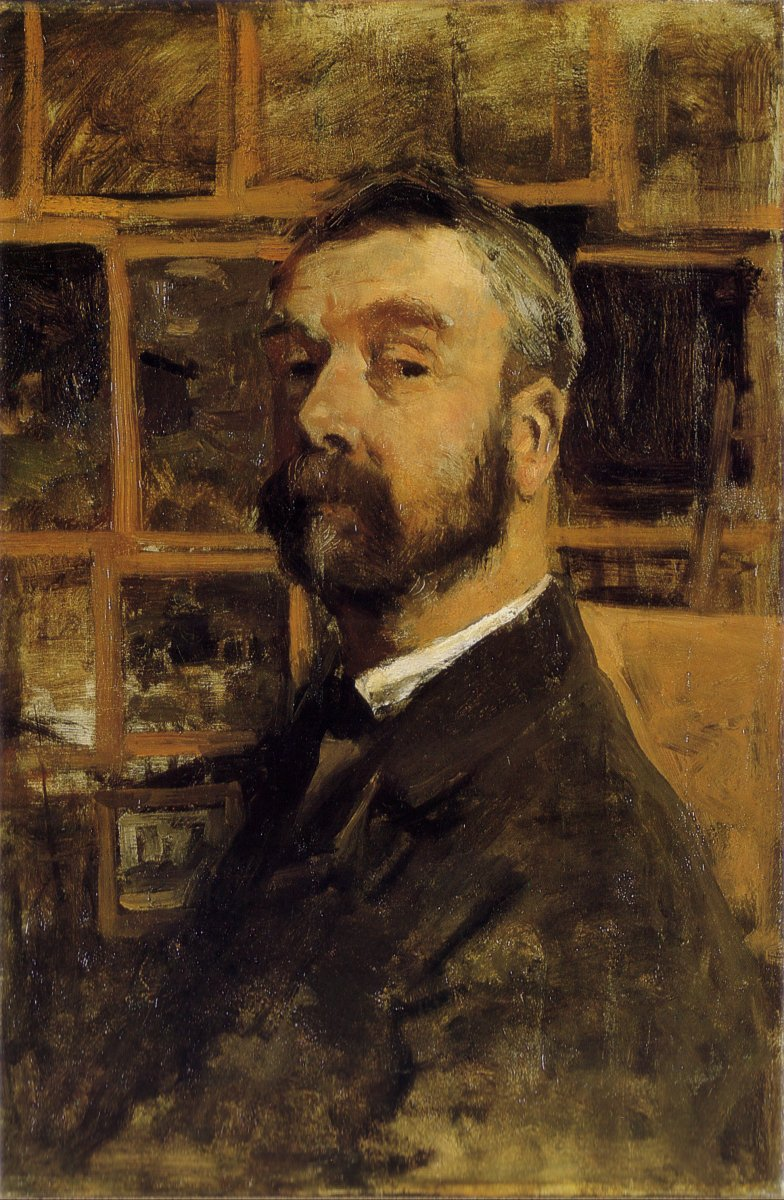
Anton Mauve (Selbstbildnis, undatiert)

Anthonij oder Anton Mauve (* 18. September 1838 in Zaandam; † 5. Februar 1888 in Arnhem) war ein führender niederländischer Landschaftsmaler der Haager Schule zum Ende des 19. Jahrhunderts. Er wurde anfänglich als Maler von Tierszenen, vor allem als Schafmaler, bekannt, malte später jedoch verstärkt Landschaftsbilder sowie Szenen mit arbeitenden Menschen oder Menschen bei Freizeitaktivitäten.

## Biografie
Anthonij Mauve wurde 1838 als Sohn eines Predigers der Wiedertäuferbewegung, Willem Carel Mauve, und dessen Ehefrau Elizabeth Margaretha Hirschig in Zaandam geboren und verbrachte seine Jugend in Haarlem. Von 1854 bis 1857 ging er bei dem Tiermaler Pieter Frederik van Os (1808–1892) in die Lehre. Dort wurden Tiere (besonders Schafe, aber auch Kühe und Pferde) Mauves bevorzugtes Thema. Anschließend blieb er für einige Monate bei dem Pferdemaler Wouterus Verschuur. Zu dieser Zeit entwickelte er seine Vorliebe für die Darstellung von Pferden. Zu seinem eigenen 17. Geburtstag erstellte er eine informelle Ölporträtstudie seines Lehrers van Os, die jedoch dessen Freund Paul Gabriël zu Gesicht bekam und später auch erwarb. Gabriël förderte ihn in der Folge und die Künstler beeinflussten sich gegenseitig in ihrem Werk. Mauve hielt sich in diesem Zuge 1858 auch zum ersten Mal bei Gabriël in Oosterbeek auf und lernte über ihn auch Johannes Warnardus Bilders und dessen Sohn Albertus Gerardus Bilders kennen. Bei einem späteren Aufenthalt in Oosterbeek traf er zudem Willem Maris.
1871 zog Mauve nach Den Haag, nachdem er vorher in Amsterdam und an anderen Orten gelebt hatte. 1874 heiratete er Ariette Carbentus, eine Cousine von Vincent van Gogh. Mit Willem Maris und Hendrik Willem Mesdag gründete er 1876 die Hollandsche Teeken-Mantschappij (deutsch: Holländische Zeichengesellschaft) und von 1878 bis 1883 war er Vorstandsmitglied der Künstlervereinigung Pulchri Studio in Den Haag. Bereits seit 1882 verbrachte er auf Empfehlung durch Jozef Israëls regelmäßig seine Sommer in Laren in Noord-Holland, wo er neben den von ihm weiterhin gesuchten Schafsherden weitere Motive für seine Landschaftsdarstellungen fand. 1885 zog er dorthin und etablierte eine weitere Künstlergruppe, die als Schule von Laren bekannt wurde; aufgrund seiner Aktivitäten dort wurde die Landschaft von Laren später auch als „das Land Mauves“ bezeichnet. Gerade seine dort entstandenen Bilder mit Schafherden als Motiv erlangten große Bekanntheit und wurden international bis in die Vereinigten Staaten nachgefragt. Ab 1884 besuchte er regelmäßig Willem Witsen auf Ewijkshoeve und lernte dort, neben anderen, Willem Bastiaan Tholen kennen.
1888 starb Anton Mauve bei einem Besuch bei seinem Bruder in Arnhem an einer plötzlichen Herzattacke.

## Werk

### Schwerpunkte und Entwicklung

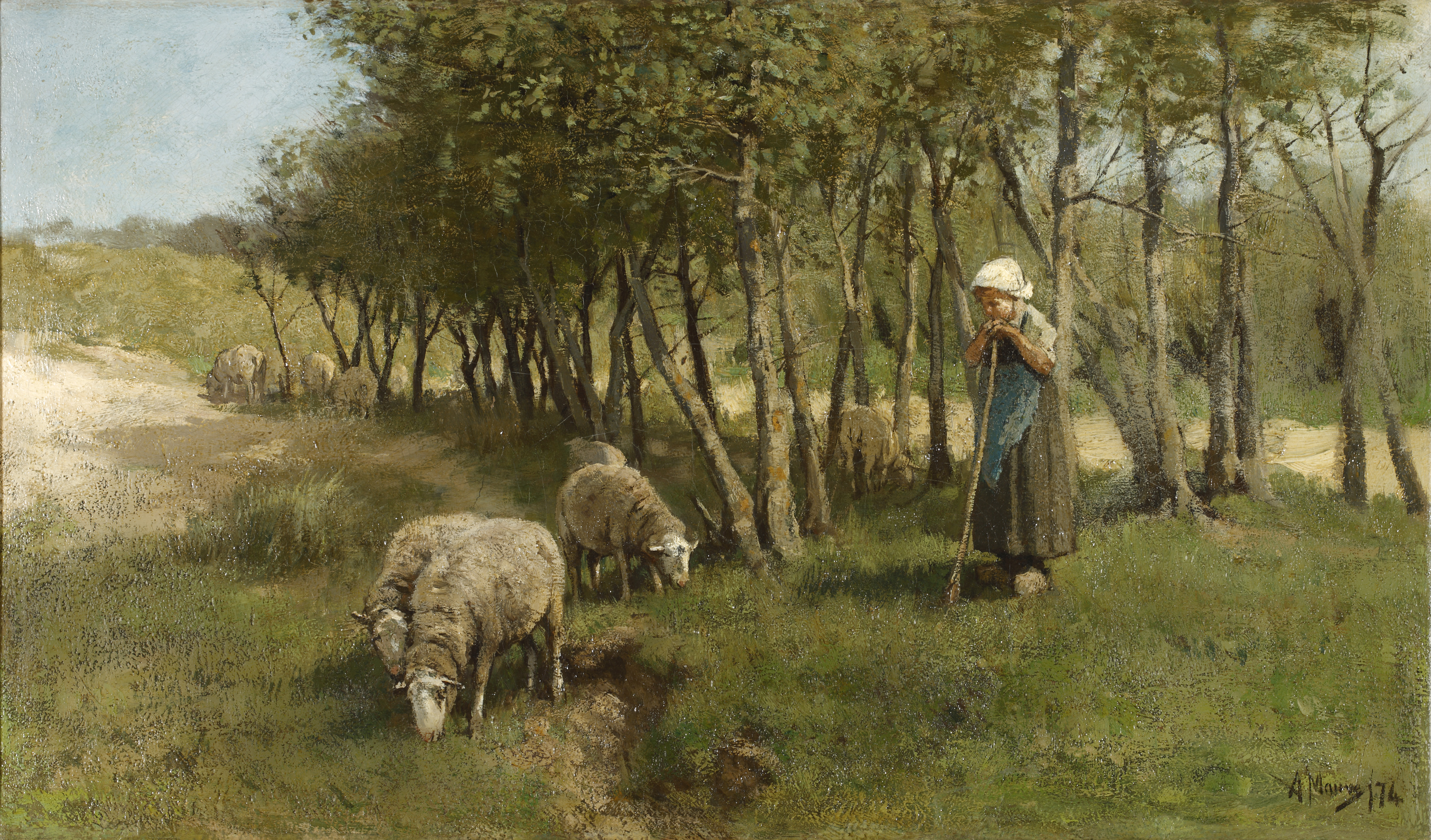
Dünenlandschaft mit Schafen, 1874 (Dordrechts Museum)

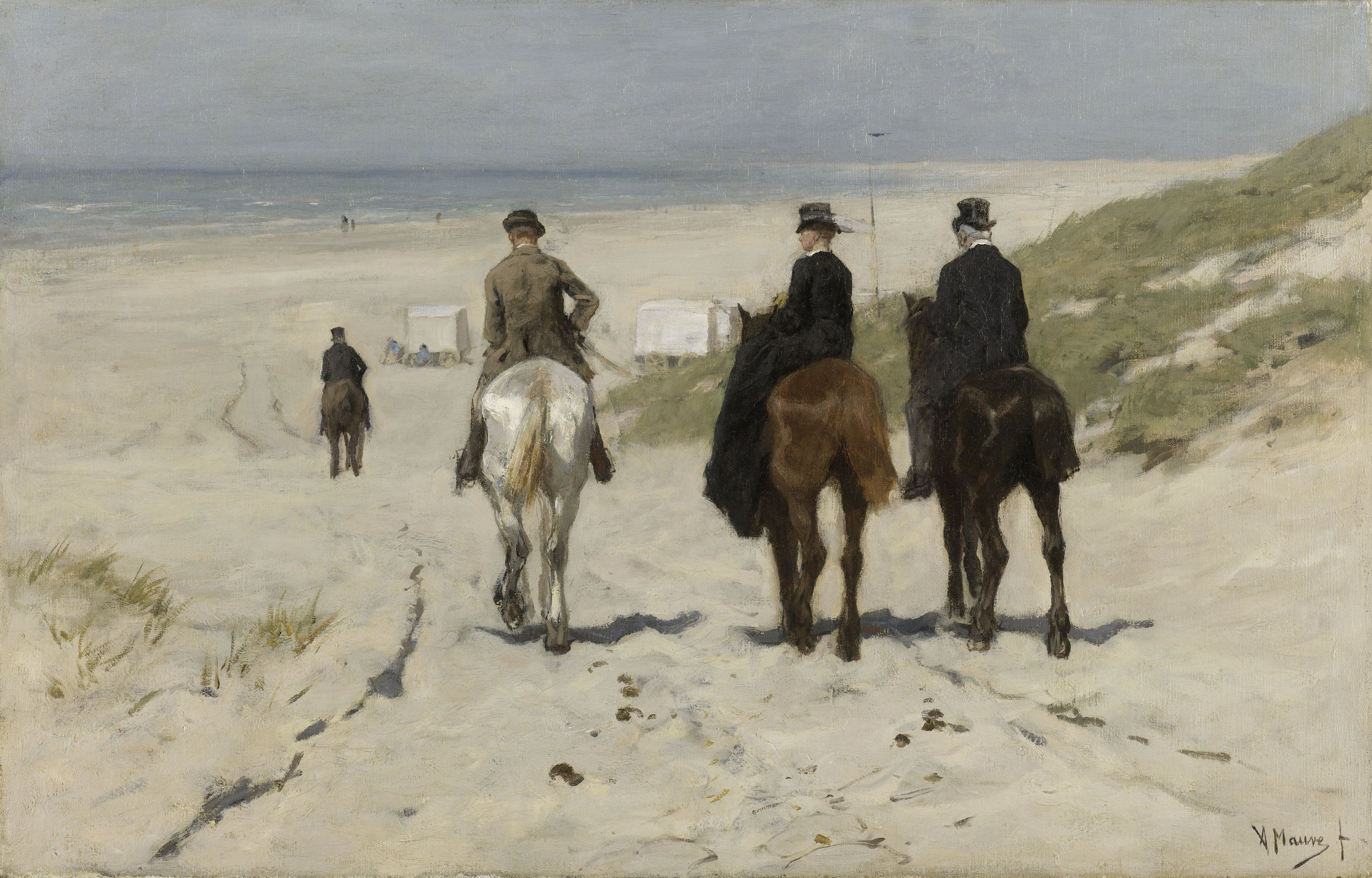
Morgenausritt am Strand, 1876 (Rijksmuseum Amsterdam)

Als herausragender Aquarellist gehörte Mauve dem Künstlerkreis der Haager Schule an. Seine Malerei kennzeichnet die Vorliebe für ganz schlichte Motive, die in grauen und feinblonden Silber- und Grautönen gehalten sind. Weite melancholische Heidelandschaften mit weidenden Schafen, Pferden und Kühen dominieren seine Arbeit und vor allem in Oosterbeek konzentrierte er sich auf die Darstellung von Kühen in der Landschaft. In Oosterbeek arbeitete Mauve zudem häufig „en plein air“, also in der freien Landschaft bei natürlichem Licht, und etablierte die Malerei in Ställen und von Stallinterieurs als typisch „Oosterbeeksche“ Gattung. Als Inspiration dienten Mauve und anderen niederländischen Künstlern die Arbeiten der französischen Künstler in Barbizon, wobei die von ihnen dargestellten „unbedeutenden“ holländischen Motive eine Entsprechung der französischen Waldmotive darstellten, die klassischen Malern „unter der Würde“ gewesen wären. Vor allem in seiner Zeit in Laren wurde Mauve von den Werken des Franzosen Jean-François Millet beeinflusst, der wie Mauve Landschafts- und Schafsbilder malte.
Nach 1865 datierte Mauve seine Bilder nur sehr selten, wodurch eine genaue Zuordnung erschwert wird; seine Werke können jedoch häufig durch die Aufzeichnungen der Haager Filiale des Kunsthandels Goupil datiert werden. Über die Daten des Kunsthandels kann auch gezeigt werden, dass Mauve in seiner Hauptschaffensphase sehr produktiv war: In der Regel vollendete und verkaufte er ein Gemälde und mehrere Aquarelle pro Monat bei Goupil. Nachdem sich Mauve in Den Haag niedergelassen hatte, erweiterte er auch seine Sujets: Neben den bekannten Tier- und Stalldarstellungen malte er mehr und mehr auch Menschen bei der Arbeit. Zu seinen Objekten gehörten unter anderem Holzsammler, Wäscherinnen und Muschelfischer. Er malte zudem Landschaften und Menschen, die sich in diesen in ihrer Freizeit als Wanderer und Reiter bewegten.
Vor allem in Zeichnungen, aber auch in Gemälden, zeigte Mauve deutliche Vorlieben für eher düstere Aspekte des Motivs und seine Landschaftsbilder zeichnen sich häufig durch wolkenverhangene Himmelsdarstellungen auf. Zudem war der Herbst für ihn „die reizvollste Jahreszeit“, in der er seine häufige „Niedergeschlagenheit“, die als teilweise starke Depression im Wechsel mit manischen Zuständen interpretiert wurde, reflektieren konnte. Ab 1875 konzentrierte sich Mauve vermehrt auf Aquarelle und malte kurz darauf auch mit sehr dünn aufgetragener Ölfarbe, um vor allem neblige Landschaften besser darstellen zu können. Seine Motive für diese Werke identifizierte er in der Regel bei Spaziergängen und hielt sie als grobe Skizzen fest, die er dann kurz darauf im Atelier als Aquarell oder Ölgemälde ausführte.
Viele Arbeiten von Mauve befinden sich heute in privaten und Museumssammlungen in den Vereinigten Staaten, aber auch in den Niederlanden, darunter etwa im Rijksmuseum in Amsterdam oder im Dordrechts Museum.

### Einfluss auf Vincent van Gogh

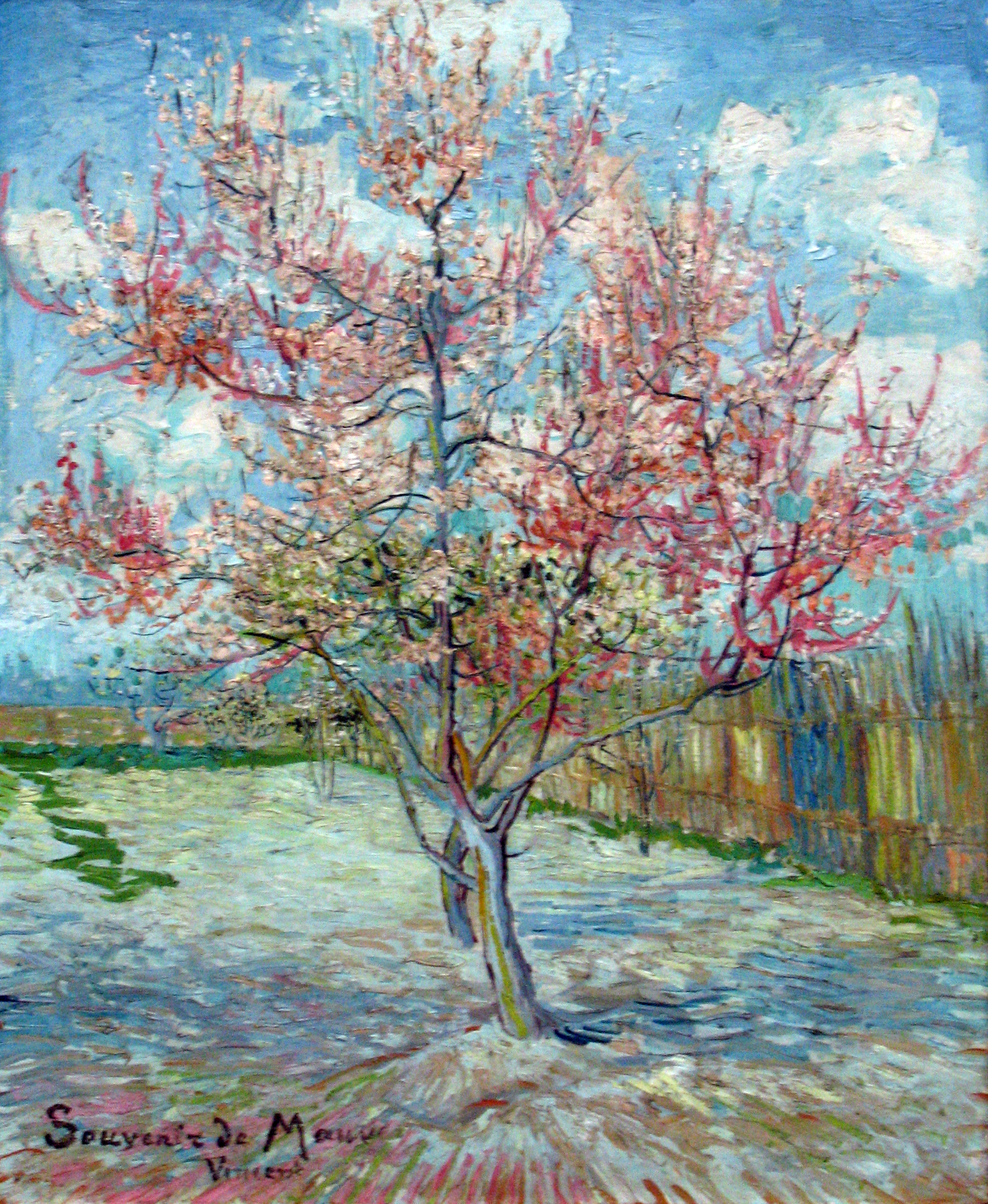
Blühende Pfirsichbäume (Souvenir de Mauve), 1888, Hommage von Vincent van Gogh an seinen Lehrmeister Mauve

Mauve führte Vincent van Gogh, den Cousin seiner Frau, an die Malerei heran und unterrichtete ihn ab 1881, bevor sie sich im März 1882 zerstritten. Im Oktober 1881 sandte er ihm den ersten Malkasten für Ölfarben (den van Gogh in Mauves Abwesenheit anscheinend nicht einmal anzurühren wagte). Ende November unterrichtete er ihn drei Wochen lang in seinem Den Haager Atelier im Aquarellieren, was damals gut verkäufliche Werke versprach, van Gogh jedoch nicht sonderlich lag (außerhalb von Mauves Atelier schuf van Gogh kein Aquarell im damals verkäuflichen Stil, und überhaupt sind nur wenige bekannt). Van Gogh kehrte kurz vor Weihnachten mit Aquarellen und einigen Ölstudien nach Etten zurück, die er als „einen Anfang“ bezeichnete (24. Dezember 1881). Erwähnenswert ist auch, dass Mauve seinen Schützling mit Johan Hendrik Weissenbruch in Kontakt brachte, wohl um sich durch eine zweite Fachmeinung abzusichern. Weissenbruchs Urteil über van Goghs Federzeichnungen ermunterten diesen 1882 zu den Arbeiten, die den ersten Höhepunkt in seinem Œuvre bilden.
„Und wenn Mauve hier ist, dann gehe ich, wohin Mauve geht“, hatte van Gogh seine Bewunderung am 15. Oktober 1881 gegenüber seinem anderen Mentor, Anthon van Rappard, ausgedrückt. Bereits Anfang 1882 begannen sich jedoch die Wege der beiden zu trennen – nicht zuletzt, weil Mauve unter depressiven Schüben litt („sie stünden einander diesbezüglich in nichts nach“, notierte van Gogh dazu). Mauve wollte zunächst zwei Monate lang wieder für sich allein arbeiten, nahm aber die Kontakte nicht wieder auf, da van Gogh inzwischen mit der Gelegenheitsprostituierten Clasina Hoornik („Sien“) zusammenlebte.
Ende März 1888 malte van Gogh als letzte Hommage an seinen angeheirateten Cousin das Bild Souvenir de Mauve (blühende Pfirsichbäume, in Erinnerung an Mauve), nachdem er von Mauves Tod gehört hatte.

## Belege
1. 1 2 3 4 5  „Anthonij (Anton) Mauve“ In: Wiebke Loos, Robert Jan te Rijdt, Marjan van Heteren: Niederländische Landschaftsmaler. Meisterwerke des 18. und 19. Jahrhunderts. Katalog zur Ausstellung „Lands velden en wegen – De verbleeding van het landschap in de 18 en 19de eeuw“, Rijksmuseum Amsterdam vom 18. November bis 3. März 1998, Rijksmuseum Amsterdam. Wissenschaftliche Buchgesellschaft Darmstadt, Rijksmuseum Amsterdam 1997; S. 368–369.
2. 1 2 3 4 5  Cornelis Johannes de Bruyn Kops: Anton Mauve als beginneling en het geschilderde portretje van zijn leermeester. In: Bulletin van het Rijksmuseum. 1. Auflage. Band 17, 1969, S. 37–43.
3. 1 2 3 4 5 6 7 8  „Mauve, Anton“ In: Ortrud Westheider, Michael Philipp, Daniel Zamani: Clouds an Light. Impressionism in Holland Katalog zur gleichnamigen Ausstellung, Museum Barberini 2023, Prestel, ISBN 978-3-7913-7998-2; S. 290.
4. 1 2 3 4 5  „Anthonij Mauve: Reiter im Schnee im Haager Wald, 1879/80“ In: Wiebke Loos, Robert Jan te Rijdt, Marjan van Heteren: Niederländische Landschaftsmaler. Meisterwerke des 18. und 19. Jahrhunderts. Katalog zur Ausstellung „Lands velden en wegen – De verbleeding van het landschap in de 18 en 19de eeuw“, Rijksmuseum Amsterdam vom 18. November bis 3. März 1998, Rijksmuseum Amsterdam. Wissenschaftliche Buchgesellschaft Darmstadt, Rijksmuseum Amsterdam 1997; S. 284–285.
5. 1 2  „Anthonij Mauve: Das Umsetzen der Schafe auf der Weide, um 1887“ In: Wiebke Loos, Robert Jan te Rijdt, Marjan van Heteren: Niederländische Landschaftsmaler. Meisterwerke des 18. und 19. Jahrhunderts. Katalog zur Ausstellung „Lands velden en wegen – De verbleeding van het landschap in de 18 en 19de eeuw“, Rijksmuseum Amsterdam vom 18. November bis 3. März 1998, Rijksmuseum Amsterdam. Wissenschaftliche Buchgesellschaft Darmstadt, Rijksmuseum Amsterdam 1997; S. 302–303.
6. 1 2  „Anthonij Mauve: Das Marschland, 1885“ In: Wiebke Loos, Robert Jan te Rijdt, Marjan van Heteren: Niederländische Landschaftsmaler. Meisterwerke des 18. und 19. Jahrhunderts. Katalog zur Ausstellung „Lands velden en wegen – De verbleeding van het landschap in de 18 en 19de eeuw“, Rijksmuseum Amsterdam vom 18. November bis 3. März 1998, Rijksmuseum Amsterdam. Wissenschaftliche Buchgesellschaft Darmstadt, Rijksmuseum Amsterdam 1997; S. 300–301.
7. 1 2 3 4 5  „Anthonij Mauve: Hinter dem Postamt von Oosterbeek, um 1865/68“ In: Wiebke Loos, Robert Jan te Rijdt, Marjan van Heteren: Niederländische Landschaftsmaler. Meisterwerke des 18. und 19. Jahrhunderts. Katalog zur Ausstellung „Lands velden en wegen – De verbleeding van het landschap in de 18 en 19de eeuw“, Rijksmuseum Amsterdam vom 18. November bis 3. März 1998, Rijksmuseum Amsterdam. Wissenschaftliche Buchgesellschaft Darmstadt, Rijksmuseum Amsterdam 1997; S. 270–271.
8. ↑  Anton Mauve auf der Seite des Rijksmuseum Amsterdam; abgerufen am 26. August 2023.